# Josep Tabernero Caturla
Josep Tabernero Caturla (Barcelona, Barcelonès, 1963) és un metge i investigador català especialitzat en oncologia mèdica, i catedràtic de la Universitat de Vic - Universitat Central de Catalunya.
Llicenciat en Medicina i Cirurgia amb Premi Extraordinari de Llicenciatura en 1987, i doctor en Medicina i Cirurgia per la Universitat Autònoma de Barcelona (UAB), Tabernero és un dels científics més citats pels seus avenços pioners en l'oncologia mèdica i la medicina oncològica de precisió, com el descobriment de nous mecanismes implicats en el desenvolupament de tumors i el disseny de teràpies dirigides més precises i eficaces contra el càncer, especialment el càncer colorectal, el càncer de pàncrees i el càncer d'estómac.
Tabernero és el director del Vall d'Hebron Institut d'Oncologia (VHIO) i cap del servei d'Oncologia Mèdica de l'Hospital Vall d'Hebron. Va presidir la Societat Europea d'Oncologia Mèdica (ESMO) en el període 2018-2019.
Josep Tabernero, també és el responsable de la Unitat d'Investigació de Teràpia Molecular del Càncer (UITM) La Caixa, unitat pionera a Espanya, dedicada al desenvolupament d'assajos clínics de teràpies moleculars. Ha participat en el desenvolupament de diversos fàrmacs per tractar el càncer colorectal que ja formen part del tractament estàndard. Basant-se en el concepte que cada un dels tumors té una identitat genètica diferent, el grup de recerca que dirigeix Tabernero treballa en el desenvolupament de teràpies moleculars dirigides a oncoproteïnes específiques per aconseguir tractaments personalitzats.
L'any 2019 va rebre el Premi Nacional de Recerca de Catalunya pel conjunt de les seves contribucions a la medicina del càncer. Aquell mateix any, va ser nomenat membre de l'Assemblea de la Missió Càncer d'Horitzó Europa. El 2020 va rebre el Premi a la Trajectòria Investigadora de l'Institut Català de la Salut i el 2024, el Premi Medicina Siglo XXI d'Oncologia Mèdica.